# ليدي آن بارنارد
ليدي آن بارنارد (بالإنجليزية: Lady Anne Barnard)‏ (12 ديسمبر 1750 في المملكة المتحدة - 6 مايو 1825، لندن في المملكة المتحدة)؛ كاتِبة، رسامة وشاعرة بريطانية.

## روابط خارجية
- ليدي آن بارنارد على موقع الموسوعة البريطانية (الإنجليزية)
- ليدي آن بارنارد على موقع ميوزك برينز (الإنجليزية)